# Fullmetal Alchemist: The Sacred Star of Milos
Fullmetal Alchemist: The Sacred Star of Milos (яп. 鋼の錬金術師 嘆きの丘（ミロス）の聖なる星 хаганэ но рэнкиндзюцуси: миросу но сэйнару хоси) — полнометражный аниме-фильм 2011 года, снятый по мотивам Стального алхимика. Фильм был анонсирован после завершения сериала Fullmetal Alchemist: Brotherhood. Премьера в Японии состоялась 2 июля 2011 года. Аниме лицензировано на английском языке компанией Funimation Entertainment, и было выпущено в США в 2012 году. Релиз аниме на DVD и BD в Японии состоялся 8 февраля 2012 года.

## Сюжет
Фильм начинается с показа воспоминаний молодой девушки Джулии Крайтон о том дне когда её, родителей-алхимиков и брата вывезли в соседнюю страну Крета. Проснувшись, она видит старшего брата Эшли, который изучает книгу по алхимии. Он объясняет сестре, что надеется познать Истину и создать новый мир. Услышав странные звуки, Эшли идёт проверить в чём дело. Джулия идёт за ним и, обнаружив в соседней комнате мёртвых родителей, падает в обморок.
Прошло несколько лет. В Аместрисе из тюрьмы сбегает опасный преступник. Братьям Эдварду и Альфонсу Элрикам удаётся найти беглеца, но тот оказывается опасным противником, владеющим алхимией. Несмотря на все их усилия преступник сбегает. Участвуя в расследовании обстоятельств побега, которое проводят Рой Мустанг и его помощник Риза Хоукай, братья узнают, что беглец по имени Мелвин бежал когда до освобождения оставалось всего два месяца. Среди его вещей находят газетную страницу, из которой аккуратно вырван кусок. Найдя неповреждённую копию той же страницы, они видят, что недостающая часть представляет собой фотографию девушки по имени Джулия Крайтон, которая была арестована за незаконное проникновение в город Тейбл-сити, расположенный на границе Аместриса и Креты.
Заинтригованные алхимией Мелвина, Элрики отправляются на Запад. Один из пассажиров, на самом деле не человек, а химера-волк, захватывает локомотив. Пока Эдвард дерётся с химерой, Альфонс пытается остановить поезд. В это время на поезд, направляющийся в Централ, нападают летающие солдаты, «Чёрные летучие мыши», которые разогнав аместрийских солдат, пытаются освободить заключённых. Когда они врываются в тюремный вагон, их там встречают выстрелами. Поняв, что попали в ловушку, «летучие мыши» отступают. В том же поезде находился Мелвин. Сперва он тоже направился к тюремному вагону, но увидев как на крыше поезда, идущего навстречу, сражаются Эдвард и химера-волк, нападает на химеру. Волк, оказавшись меж двух огней, спрыгивает с поезда. Эд отцепляет вагоны и пытается остановить локомотив, у которого отказали тормоза.
Прибыв наконец в Тейбл-сити, Элрики отправляются в тюрьму, в которой держат Крайтон. Пока они бежали, Мелвин разрушает стены тюрьмы, дав Джулии возможность сбежать. Затем девушку подбирает Миранда, одна из «летучих мышей». Мелвин атакует Миранду, в результате чего Джулия падает вниз. Беглецов в это время преследуют братья Элрики. В конце концов Джулия и Ал срываются в глубокую пропасть, которая окружает Тейбл-сити. Мелвин спас их, создав на дне пропасть огромный сугроб, а затем сам последовал за ними. Так, они все втроём оказываются в Долине. Там Мелвин рассказывает, что он Эшли Крайтон, брат Джулии.
Эд, оставшийся наверху, теряется в догадках, не понимая, что произошло с братом. Комендант Тейбл-сити пытается отговорить «Стального алхимика» спускаться в Мёртвый каньон, где нет никого кроме бандитов. Эдвард всё же решает спуститься вниз. В это время Джулию радостно встречают жители Долины, а Ала заковывают в колодки и помещают в подземную камеру. Тем временем, Мустанг изучают историю Тейбл-сити и его окрестностей, где когда-то находилось плато Милос. В Централ приезжает Уинри Рокбелл. Рою докладывают, что в Тейбл-сити разбился столичный поезд, а соседнее государство Крета потребовало выдать Джулию Крайтон. Джулия, узнав что перед ней один из братьев Элриков, расспрашивает Ала о совершённом ими преобразовании человека. Она рассказывает о древней легенде, которая гласит, что человек увидевший Врата и познавший Истину сможет управлять силой земли, подземными потоками энергии, известными как магма. Альфонс отказывается говорить о нарушенном им и его братом главном запрете алхимии.
Миранда, командир «Чёрных летучих мышей», просит Эшли помочь им попасть в Святую землю, чтобы жители Долины могли обрести силу. Джулия сообщает, что Альфонс подтвердил существование Врат Истины, но открывать их слишком опасно. Эшли рассказывает сестре, что их родителей убили химеры-волки, подосланные армией Креты. Он спрятал Джулию, а сам, убегая от преследователей, сорвался в пропасть и упал в Долину. Чудом выжив, Эшли отправился в Аместрис, где за ним продолжили охоту химеры. Пытаясь скрыться от них, он решил сесть в тюрьму. Позже, узнав об аресте сестры Крайтон совершил побег. Джулия рассказала брату свою историю. Её нашли военные Креты и долго допрашивали, а убедившись, что девочка ничего не знает об исследованиях родителей, изгнали её в Долину. Миранда заявляет Эшли, что их единственная цель это независимый Милос, для чего им нужно установить контроль над магмой, силой земли. Этого можно достичь или познав истину или овладев алхимией Святой земли.
Эдвард наконец-то спустился в Долину. Мустанг разозлён новостями из Тейбл-сити. Эд, захватив заложника, требует его отвести к местным властям. По дороге ему рассказывают о войне Креты и Аместриса за Долину, в результате которой погибли многие местные жители. С тех пор Тейбл-сити принадлежит Аместрису, а Долина считается частью Креты. Узнав об этом, Эд освободил заложника. Появляется тайная полиция Креты. Эдвард преследует химеру-волка. К нему присоединяются Эшли и Альфонс. Химере удаётся захватить Джулию. Совместными усилиями алхимики освобождают девушку и убивают химеру. Эшли хочет уйти из Долины и забрать с собой сестру, но Джулия отказывается. Миранда, узнав о приближении новых химер, приказывает отступить.
По пути в секретное убежище Джулия рассказывает Элрикам о Камне бессмертия. Братья догадались, что это философский камень. Уже в убежище Миранда поведала Элрикам историю Милоса. Много лет назад на месте Тейбл-сити у подножия горы Полос располагалось плато Милос, которое с давних времён было Святой землёй для своих жителей. Согласно легенде под плато были закопаны камни бессмертия, «Кровавые звёзды Милоса». 400 лет назад Крета вторглась в Милос и стала вести поиск камней. За 300 лет активных земляных работ на месте плато образовалась глубокая пропасть, названная Долиной. Для того чтобы обрести независимость жителям Милоса нужны алхимия и сила земли. Эдвард открывает людям Милоса, что для создания философских камней нужны жизни людей. Эшли подтвердил слова Эда, добавив, что именно поэтому родители хотели скрыть от Креты тайну алхимии Святой земли. Впрочем ради сестры Эшли готов помочь в борьбе за свободу Милоса.
Желая избежать войны Эд и Ал возвращаются в Тейбл-сити, надеясь первыми найти камень и уничтожить его. Мустанг, Хоукай и Уинри едут на Запад. Джулия сомневается в своей правоте, но всё же решает идти до конца. Элрики находят в городе тоннель ведущий в древний город под землёй. Спустившись вниз братья попадают в ловушку, устроенную комендантом, ищущем философский камень. Ночью «Чёрные летучие мыши» во главе с Мирандой нападают на Тейбл-сити. Элрики освобождаются из ловушки. Вопреки ожиданиям коменданта «летучие мыши» не спускаются под землю, где их ждёт заранее приготовленная западня, а атакуют центр города. Миранда, Эшли и Джулия попадают в Главную башню. Неожиданно Эшли смертельно ранит Миранду и объясняет Джулии, что используя ей кровь он активирует круг преобразования, чтобы создать Кровавую звезду. Джулия понимает, что перед ней не брат, а Атлас, начальник охраны семьи Крайтон, убивший её родителей из-за тайны алхимии Святой земли. Атлас запустил процесс создания Кровавой звезды. Больше Джулия ему не нужна.
На помощь девушке приходят Эд и Ал. Звезда готова и Атлас отправляется забрать её. Дождавшись создания Кровавой звезды, военные Креты взрывают для уничтожения мятежной Долины геотермальную электростанцию, которая использовала тепло вулкана. Лава начинает изливаться вниз. Альфонс вынужден отправиться спасать Долину, а Эдвард и Джулия продолжают погоню за Атласом. Тот уже почти заполучил Звезду, но в результате атаки Эда философский камень достаётся Джулии, которая решает использовать его для сохранения Долины.
В Тейбл-сити прибывают Мустанг со своей командой. Попытки Альфонса остановить лаву тщетны и ему на помощь приходит Джулия. Её атакует Атлас, которого останавливает полковник кретийской армии, который и оказывается настоящим Эшли Крайтоном. Он смог выжить благодаря кровавой звезде, которую хранили дома для исследований родители. Эшли взрывает голову Атласа, а затем объясняет сестре, что не мог связаться с ней пока убийца родителей был жив, поэтому он создал химер-волков, защищавших Джулию. Теперь, после смерти Атласа, Эшли предложил Джулии оставить Милос, у которого нет будущего и вернуться с ним в Крету. Джулия отказывается, она не может бросить родину и друзей. Эшли объясняет сестре, что выжгет Долину и захватит Святую землю, чтобы создать новую Кровавую звезду. Философский камень нужен Крайтону, чтобы открыть Врата Истины и стать правителем нового, доселе никем не виданного мира. Стена созданная Алом чтобы сдержать лаву не выдержала. Разозлённый непониманием сестры Эшли решает убить её вместе с Долиной и тут его атакует Эд. По совету Альфонса Джулия пытается закрыть проломы в скалах, через которые льётся лава. Для Эдварда Эшли слишком силён, но в их бой вмешивается Джулия, которой удаётся справиться с братом. Втроём, Эд, Ал и Джулия, останавливают лаву. Джулия, пытаясь спасти брата, совершает преобразование человека. У неё получается, правда при этом брат и сестра теряют свои философские камни. Повстанцы захватили базу кретийской армии и провозгласили независимость Милоса.
На следующее утро Эшли проснулся на больничной койке. Он жив, его лицо, изуродованное Атласом в день убийства родителей, полностью восстановлено. Рядом он обнаруживает Джулию, спящую на соседней койке. Когда проснулась Джулия, брата уже не было в комнате. Приходит лидер повстанцев Ватанен, сообщивший, что кретийцы отступили, но ненадолго, а Аместрис уже начал стягивать свои войска. Джулия встаёт с помощью костылей, ведь у неё больше нет одной ноги, которую она отдала за спасение брата. Эд и Ал любуется мостом, который они перекинули над пропастью. К своему удивлению, братья замечают Джулию, идущую к ним. Она хочет поблагодарить Элриков. Джулия признаётся Альфонсу в том, что ошибалась. Ей казалось, что она хочет обрести силу ради Долины и её жителей, но теперь поняла, что на деле лишь цеплялась за воспоминания о родителях и могуществе Святой земли. Теперь она готова идти вперёд, твёрдо держась на ногах. Ал обещает, что после того как вернёт своё тело обязательно приедет в Милос. В это время, Эшли, надев кретийскую форму и свою старую маску, возвращается обратно в Крету. На ухе у него одна из двух серёжек, сделанных им в детстве для сестры.
Братья Элрики, Уинри, Мустанг и Хоукай едут на поезде обратно в Централ, обсуждая будущее Милоса и то что сделала Джулия, чтобы спасти брата. Напоследок они в последний раз смотрят на Долину.

## Новые персонажи
- Джулия Крайтон — дочь алхимиков Крайтонов, живших в Долине и позднее бежавших с детьми в Крету. Её родители занимались изучением «кровавых звёзд», как жители Милоса называли философские камни. После того как Крайтоны-старшие были убиты, а брат Джулии, Эшли, пропал, девочка вернулась в Долину, где стала алхимиком и решила помочь своему народу добиться независимости от гораздо более сильных соседей, Креты и Аместриса. Для этого требуется овладеть силой земли, подземными потоками энергии, известными как магма, для чего в свою очередь надо открыть Врата Истины или воспользоваться могущественными возможностями «кровавый звезды». В дальнейшем, несмотря на уговоры братьев Элриков, решила использовать философский камень для спасения Долины и её жителей. Смогла остановить лаву, которая заливала Долину, и победить родного брата, мечтавшего с помощью «кровавой звезды» создать новый мир. Позднее, совершила преобразование человека, в результате которого спасла умирающего брата, пожертвовав взамен левой ногой.

Сэйю: Маая Сакамото
- Эшли Крайтон — старший брат Джулии Крайтон. Ещё при жизни родителей занялся изучением алхимии, в частности штудировал труд отца и матери о свойствах «кровавых звёзд». После убийства родителей также подвергся нападению, в результате которого был смертельно ранен. Сумел выжить, проглотив философский камень, который исследовали его родители. Поступил на службу в армию Креты под именем Хершель и дослужился до подполковника. Командовал кретийской военной базой, размещенной над Долиной. Постоянно носил белую маску, скрывавшую его изуродованное лицо. Найдя сестру, не стал сообщать ей о себе, опасаясь навести на неё убийц. Использовал химер-волков из кретийской тайной полиции для охраны Джулии. Хотел отомстить за смерть родителей. В отличие от Джулии, не простил жителей Долины, изгнавших семью Крайтон, попытавшись в дальнейшем их уничтожить. Мечтал с помощью философского камня создать новый, лучший мир, для чего в конце концов решился пожертвовать даже сестрой, вставшей у него на пути. В решающей схватке был побеждён Джулией, которая позже спасла ему жизнь и вернула прежний облик. Оправившись, он, надев белую маску и свою форму, возвращается в Крету.

Сэйю: Хидэнобу Киути
- Атлас — алхимик, который был начальником охраны семьи Крайтон. Догадавшись какие исследования они ведут, убил алхимиков, желая завладеть «кровавой звездой». После этого смертельно ранил их старшего сына Эшли и позаимствовал его лицо, которое в дальнейшем использовал, чтобы выдать себя за него. Скрываясь, бежал в Аместрис, где, пытаясь сбить преследователей с толку, выдал себя за Мелвина Вояджера и совершил преступление, чтобы сесть в тюрьму. Сумев обмануть Джулию Крайтон, был привлечён для участия в поиске «кровавой звезды», которую милосские повстанцы намеревались использовать для борьбы с Кретой. Проникнув вместе с ними в аместрийский город Тейбл-сити с целью найти спрятанную там «кровавую звезду», показал свою истинную сущность и активировал круг преобразования, чтобы создать философский камень для себя. Был убит Эшли Крайтоном.

Сэйю: Тосиюки Морикава